# Hartke
Pour les articles homonymes, voir Stephen Hartke et Vance Hartke.
 (décembre 2011).
Si vous disposez d'ouvrages ou d'articles de référence ou si vous connaissez des sites web de qualité traitant du thème abordé ici, merci de compléter l'article en donnant les références utiles à sa vérifiabilité et en les liant à la section « Notes et références ».

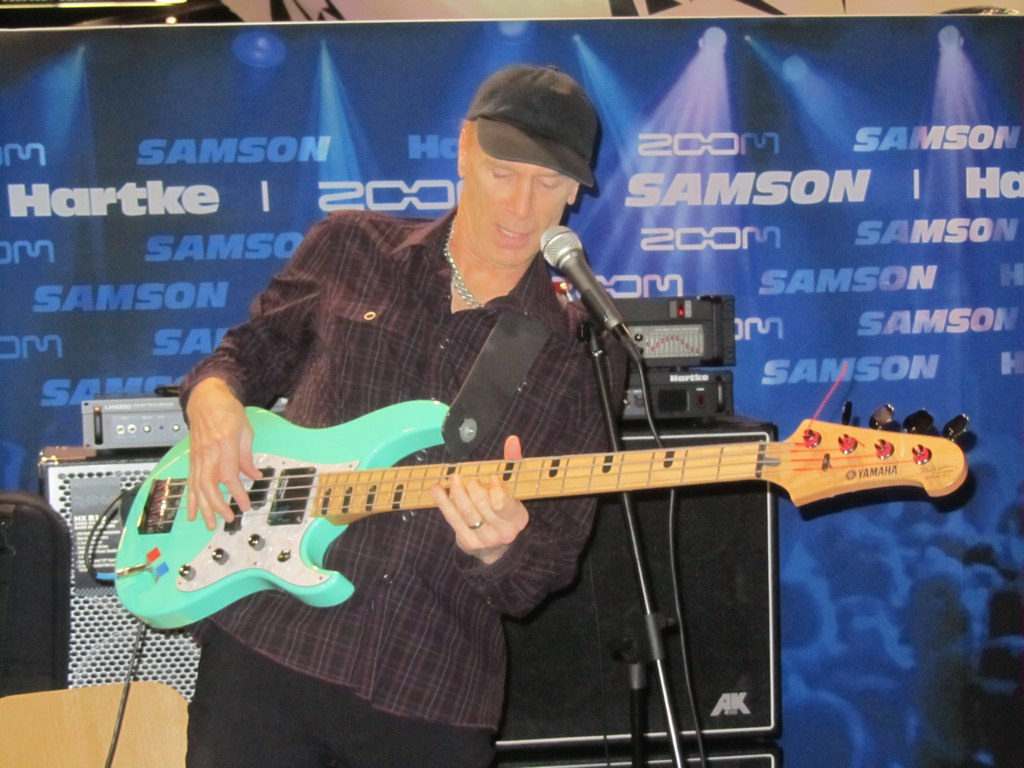
Billy Sheehan fait un jam sur le stand Hartke, NAMM 2011.

Hartke est une marque du groupe Samson Technologies qui fabrique du matériel sonore tel que des amplificateurs, principalement pour guitares basses.
Cette marque propose aussi de nombreux accessoires, tels que des cordes ou des pédales à effets. Le groupe Samson est formé des marques Samson audio, Samson wireless, Hartke system et Zoom.

## Histoire
À la fin des années 1970, les gourous de l'électronique, Larry Hartke et Ron Lorman ont commencé à bricoler les premiers prototypes de membranes en aluminium. Il a fallu attendre 1980 pour qu'ils ont sortent leurs premiers haut-parleurs à membrane en aluminium, dans un système d'enceinte à deux voies avec un haut-parleur woofer en aluminium de huit pouces, sous le nom Hartke.
En 1984, alors que Lorman travaillait en tant que régisseur et preneur de son à New York au célèbre club Bottom Line, les deux hommes ont fabriqué des membranes en aluminium pour haut-parleurs de basse, dans l'une des vielles enceintes (8X10") de Jaco Pastorius. Ce système simple a été construit pour, et répandu par, un grand nombre de professionnels. Lorsque Pastorius avait essayé ce système, les basses fréquences ainsi que les médiums étendues et les aigus l'inspiraient. Et par la suite, Jaco Pastorius a donc utilisé ces enceintes sur scène.
En 1985, le nouveau concept s'est fait connaitre et s'est propagé, notamment par le son de la fameuse enceinte de Pastorius, et Hartke a commencé la production en masse de sa première membrane en aluminium, au travers d'une enceinte 4X10" nommée 410XL.  Finalement, Hartke a développé une gamme complète d'enceintes XL, telles que 115XL, 210XL, 410XL, 810XL et 4.5XL, qui ont été utilisées sur les scènes du monde entier par des bassistes de renom : Pastorius, Marcus Miller, Darryl Jones, Jack Bruce, Will Lee, Garry Tallent et bien d'autres.
De nos jours, tandis que la production de ses modèles continue encore, le premier 81x0" Jaco est en exposition permanente dans la vitrine de Hartke, au 48 de Bass Lounge, à New York.
Plus tard, Jack Bruce est réuni pour la première fois depuis près 30 ans, avec le groupe Cream, pour un concert au Madison Square Garden. Jack Bruce y joue à travers une paire d'enceintes traditionnelles Hartke, avec des membranes en carton et en aluminium classique 410XL. Après le spectacle, Hartke s'est aperçu que de nombreux artistes comme Bruce adoraient combiner les membranes en aluminium et en carton.
Les ingénieurs de la firme Hartke ont ensuite alors travaillé sur une fusion de l'aluminium et du carton pour les membranes, ce qui a donné naissance aux séries HyDrive. Les enceintes Hartke HyDrive sont alors devenus l'essence du son de musiciens de renommée comme Victor Wooten, Nate Watts, David Ellefson, Frank Bello, Stu Hamm et beaucoup d'autres.
Aujourd'hui, les cabinets XL et HyDrive ne sont qu'une partie des différentes gammes de produits de Hartke, il existe également la série d'amplis basse LH et HA, AK et VX, ainsi que d'innombrables accessoires pour la basse.